# Schober (horská skupina)
Schober, skupina Schober (německy Schobergruppe) je jedna z horských skupin pohoří Vysoké Taury.
Leží na jihu Vysokých Taur, v jižní části Rakouska, na území spolkových zemí Východní Tyrolsko a Korutany.
53 vrcholů horské skupiny Schober má nadmořskou výšku vyšší než 3 000 metrů. Nejvyšší horou je Petzeck (3 283 m), následuje Rotterknopf (3 281 m) a patrně nejvíce známá hora skupiny Hochschober (3 242 m).
Skupina Schober navazuje jižně na nejvyšší pohoří Vysokých Taur a Rakouska Glockner.